# العلاقات العراقية النيكاراغوية
العلاقات العراقية النيكاراغوية هي العلاقات الثنائية التي تجمع بين العراق ونيكاراغوا.

## مقارنة بين البلدين
هذه مقارنة عامة ومرجعية للدولتين:
| وجه المقارنة                                              | العراق                       | نيكاراغوا        |
| --------------------------------------------------------- | ---------------------------- | ---------------- |
| المساحة (كم2)                                             | 437.07 ألف                   | 130.38 ألف       |
| عدد السكان (نسمة)                                         | 38.27 مليون                  | 6.22 مليون       |
| الكثافة السكانية (ن./كم²)                                 | 87.56                        | 47.71            |
| العاصمة                                                   | بغداد                        | ماناغوا          |
| اللغة الرسمية                                             | اللغة العربية، اللغة الكردية | اللغة الإسبانية  |
| العملة                                                    | دينار عراقي                  | كوردبا نيكاراغوا |
| الناتج المحلي الإجمالي (بليون دولار)                      | 197.72 مليار                 | 13.81 مليار      |
| الناتج المحلي الإجمالي (تعادل القوة الشرائية) بليون دولار | 560.73 مليار                 | 31.63 مليار      |
| الناتج المحلي الإجمالي الاسمي للفرد دولار أمريكي          | 4.94 ألف                     | 2.09 ألف         |
| الناتج المحلي الإجمالي للفرد دولار أمريكي                 | 15.06 ألف                    | 4.92 ألف         |
| مؤشر التنمية البشرية                                      | 0.654                        | 0.631            |
| رمز المكالمات الدولي                                      | +964                         | +505             |
| رمز الإنترنت                                              | .iq                          | .ni              |
| المنطقة الزمنية                                           | ت ع م+03:00، ت ع م+04:00     | 00               |

## منظمات دولية مشتركة
يشترك البلدان في عضوية مجموعة من المنظمات الدولية، منها:
| علم المنظمة | اسم المنظمة                        | تاريخ انضمام العراق | تاريخ انضمام نيكاراغوا |
| ----------- | ---------------------------------- | ------------------- | ---------------------- |
|             | منظمة حظر الأسلحة الكيميائية       | ?                   | ?                      |
|             | البنك الدولي للإنشاء والتعمير      | 27 ديسمبر 1945      | 14 مارس 1946           |
|             | الأمم المتحدة                      | 21 ديسمبر 1945      | 24 أكتوبر 1945         |
|             | منظمة الشرطة الجنائية الدولية      | ?                   | ?                      |
|             | وكالة ضمان الاستثمار متعدد الأطراف | 6 أكتوبر 2008       | 12 يونيو 1992          |
|             | يونسكو                             | 21 أكتوبر 1948      | 22 فبراير 1952         |
|             | مؤسسة التنمية الدولية              | 29 ديسمبر 1960      | 30 ديسمبر 1960         |
|             | مؤسسة التمويل الدولية              | 27 ديسمبر 1956      | 20 يوليو 1956          |
|             | الاتحاد البريدي العالمي            | ?                   | ?                      |
|             | الاتحاد الدولي للاتصالات           | 12 نوفمبر 1928      | 12 مايو 1926           |

## وصلات خارجية
- موقع وزارة الخارجية العراقية
- موقع وزارة الخارجية النيكاراغوية